# Mătăsaru
Mătăsaru est une commune du județ de Dâmbovița en Roumanie.